# Paduniella
Paduniella är ett släkte av nattsländor. Paduniella ingår i familjen tunnelnattsländor.

## Dottertaxa tillPaduniella, i alfabetisk ordning[1]
- Paduniella achilleus
- Paduniella africana
- Paduniella alkithoe
- Paduniella amphitrite
- Paduniella amurensis
- Paduniella anakenam
- Paduniella andamanensis
- Paduniella angusta
- Paduniella ankya
- Paduniella bidentosa
- Paduniella bifida
- Paduniella bilobata
- Paduniella borneensis
- Paduniella buddha
- Paduniella capensis
- Paduniella ceylanica
- Paduniella communis
- Paduniella dendrobia
- Paduniella filamentosa
- Paduniella fissa
- Paduniella fraternus
- Paduniella furcata
- Paduniella hatyaiensis
- Paduniella koehleri
- Paduniella maeklangensis
- Paduniella magadha
- Paduniella mahanawana
- Paduniella mahindra
- Paduniella martynovi
- Paduniella maurya
- Paduniella methinee
- Paduniella nearctica
- Paduniella outtara
- Paduniella panayica
- Paduniella pandya
- Paduniella paramurensis
- Paduniella ranongensis
- Paduniella sampati
- Paduniella sanghamittra
- Paduniella semarangensis
- Paduniella siveci
- Paduniella subhakara
- Paduniella suwannamali
- Paduniella thitima
- Paduniella tigridis
- Paduniella uralensis
- Paduniella vandeli
- Paduniella wangtakraiensis
- Paduniella vattagamani
- Paduniella vikramasinha